# Bavo Defurne
Bavo Defurne (* 1971 in Gent) ist ein belgischer Filmregisseur.

## Karriere
Sein erster Kurzfilm Atlantis stammt aus dem Jahr 1990. Danach folgten 1992/93 einige Kurzfilme wie Rohypnol, Trailer und Ludo Drome sowie 1996 Particularly Now in Spring (darunter Saint, als Teil der Zusammenstellung Rainbow Stories), Matross 1998 und im Jahr 2000 Kampvuur. Vier Kurzfilme (inklusive Lagerfeuer) erschienen unter dem Gesamttitel Campfire zusammen auf DVD.
Ludo Drome errang 1995 den Publikumspreis „Highlight“ in Arnhem. Saint – ein Film über die letzten Minuten des Heiligen Sebastian – erhielt 1996 eine besondere Erwähnung der Jury beim Kurzfilmfestival Hamburg, und Lagerfeuer/Campfire bekam 2000 den Four-Kurzfilmpreis auf dem Schwullesbischen Filmfestival in London sowie gleichfalls 2000 eine lobende Erwähnung der Jury des Turiner Schwullesbischen Filmfestivals sowie auch den dortigen Publikumspreis. Für seinen ersten Spielfilm Noordzee, Texas erhielt Defurne 2011 die Auszeichnung des Internationalen Filmfestivals von Montreal. 

## Filme
- 1990: Atlantis (Kurzfilm)
- 1992: Rohypnol (Kurzfilm)
- 1993: Trailer (Kurzfilm)
- 1993: Ludodrome (Kurzfilm)
- 1996: Particularly Now, in Spring (Kurzfilm)
- 1997: Rainbow Stories (darin auch Saint)
- 1997: Saint (Kurzfilm)
- 1998: Matroos (Kurzfilm)
- 2000: Kampvuur (Kurzfilm)
- 2011: Noordzee, Texas
- 2016: Ein Chanson für dich (Souvenir)